# Ryan Lasch
Ryan Lasch (ur. 22 stycznia 1987 w Lake Forest) – amerykański hokeista, reprezentant Stanów Zjednoczonych.

## Kariera
- Pembroke Lumber Kings (2003-2006)
- St. Cloud State Huskies (2006-2010)
- Södertälje SK (2010-2011)
- Pelicans Lahti (2011-2012)
- Norfolk Admirals (2012/2013)
- Fort Wayne Komets (2012/2013)
- Växjö Lakers (2013)
- Toronto Marlies (2013)
- Växjö Lakers (2013-2014)
- TPS Turku (2014-2015)
- Frölunda HC (2015-2016)
- SC Bern (2016-2017)
- Frölunda HC (2017-2020)
- Pelicans Lahti (2020-2021)
- ZSC Lions (2021)
- Frölunda HC (2021-)

Początkowo grał w kanadyjskiej lidze juniorskiej CJHL, a następnie od 2006 do 2010 przez cztery sezony występował w akademickiej lidze NCAA w barwach zespołu z
St. Cloud State University w St. Cloud. W czerwcu 2010 został zawodnikiem szwedzkiego klubu Södertälje SK w lidze Hockeyallsvenskan (drug klasa rozgrywkowa). W maju 2011 przeszedł do fińskiego klubu Pelicans Lahti. W maju 2012 podpisał dwuletni kontrakt z klubem Anaheim Ducks z rodzimych stron kalifornijskich, występującym w rozgrywkach NHL. Od początku sezonu 2012/2013 grał jednak w zespołach farmerskich w ligach AHL i ECHL, po czym w styczniu 2013 został wypożyczony do szwedzkiego Växjö Lakers. W marcu 2013 podpisał kontrakt z innym klubem NHL, Toronto Maple Leafs, po czym dokończył sezon w barwach podległego mu zespołu Toronto Marlies w AHL. Następnie spędził sezon 2013/2014 na ponownym wypożyczeniu w Växjö Lakers. W lipcu 2014 został graczem fińskiego TPS. Stamtąd na koniec stycznia 2015 został przetransferowany do szwedzkiego klubu Frölunda HC. Dokończył tam sezon 2014/2015 oraz cały kolejny 2015/2016. We wrześniu 2016 związał się ze szwajcarskim klubem SC Bern. W kwietniu 2017 powrócił do Frölunda HC. We wrześniu 2020 ponownie został hokeistą Pelicans. Pod koniec stycznia 2021 przeszedł do szwajcarskiego zespołu ZSC Lions. W maju 2021 powrócił do Frölundy.
W barwach reprezentacji seniorskiej Stanów Zjednoczonych uczestniczył w turnieju mistrzostw świata edycji 2012.

## Sukcesy
Klubowe
- Srebrny medal mistrzostw Finlandii: 2012 z Pelicans Lahti
- Mistrzostwo dywizji AHL: 2013 z Toronto Marlies
- Brązowy medal mistrzostw Szwecji: 2015 z Frölunda HC
- Złoty medal mistrzostw Szwecji: 2016, 2019 z Frölunda HC
- Mistrzostwo Hokejowej Ligi Mistrzów: 2016, 2019, 2020 z Frölunda HC
- Złoty medal mistrzostw Szwajcarii: 2017 z SC Bern

Indywidualne
- CJHL (2005/2006):
  - Pierwsze miejsce w klasyfikacji strzelców w sezonie zasadniczym: 70 goli[15]
  - Pierwsze miejsce w klasyfikacji asystentów w sezonie zasadniczym: 77 asyst[16]
  - Pierwsze miejsce w klasyfikacji strzelców w sezonie zasadniczym: 147 punktów[17]
  - Pierwszy skład gwiazd sezonu
  - Najbardziej Wartościowy Zawodnik (MVP) sezonu
  - Najlepszy zawodnik sezonu
  - Pierwszy skład gwiazd
- NCAA (WCHA) 2006/2007:
  - Skład gwiazd pierwszoroczniaków NCAA (WCHA)
- NCAA (WCHA) 2007/2008:
  - Pierwszy skład gwiazd
  - Drugi skład gwiazd Amerykanów NCAA (West)
  - Finalista nagrody Hobey Baker Award – dla najlepszego zawodnika kolegialny NCAA
- NCAA (WCHA) 2008/2009:
  - Pierwszy skład gwiazd
- NCAA (WCHA) 2009/2010:
  - Drugi skład gwiazd
  - Skład gwiazd akademików
- SM-liiga (2011/2012):
  - Piąte miejsce w klasyfikacji strzelców w sezonie zasadniczym: 24 gole[18]
  - Piąte miejsce w klasyfikacji asystentów w sezonie zasadniczym: 38 asyst[19]
  - Pierwsze miejsce w klasyfikacji kanadyjskiej w sezonie zasadniczym: 62 punkty (Trofeum Veliego-Pekki Ketoli)[20]
  - Siódme miejsce w klasyfikacji strzelców w fazie play-off: 5 goli[21]
  - Pierwsze miejsce w klasyfikacji asystentów w fazie play-off: 11 asyst[22]
  - Pierwsze miejsce w klasyfikacji kanadyjskiej w fazie play-off: 16 punktów[23]
  - Trzecie miejsce w klasyfikacji +/− w fazie play-off: +15[24]
  - Skład gwiazd sezonu
- ECHL (2012/2013): Najlepszy zawodnik tygodnia 10–16 grudnia 2012
- Svenska hockeyligan (2013/2014):
  - Dziewiąte miejsce w klasyfikacji strzelców w sezonie zasadniczym: 20 goli[25]
- Hokejowa Liga Mistrzów (2015/2016):
  - Drugie miejsce w klasyfikacji strzelców: 7 goli[26]
  - Drugie miejsce w klasyfikacji asystentów: 9 asyst[27]
  - Pierwsze miejsce w klasyfikacji kanadyjskiej: 16 punktów[28]
  - Najbardziej Wartościowy Zawodnik (MVP)
- Svenska hockeyligan (2015/2016):
  - Pierwsze miejsce w klasyfikacji asystentów w sezonie zasadniczym: 36 asyst[29]
  - Pierwsze miejsce w klasyfikacji kanadyjskiej w sezonie zasadniczym: 51 punktów (Skyttetrofén)[30]
  - Drugie miejsce w klasyfikacji strzelców w fazie play-off: 8 goli[31]
  - Pierwsze miejsce w klasyfikacji asystentów w fazie play-off: 11 asyst[32]
  - Drugie miejsce w klasyfikacji kanadyjskiej w fazie play-off: 19 punktów[33]
- National League A (2016/2017):
  - Zwycięski gol w szóstym meczu (drugi w spotkaniu 17 kwietnia 2017, wynik 5:1) finałów, przesądzający o wygranej rywalizacji SC Bern – EV Zug 4:2 i zdobytym mistrzostwie[34]
  - Piąte miejsce w klasyfikacji asystentów w fazie play-off: 9 asyst[35]
  - Szóste miejsce w klasyfikacji kanadyjskiej w fazie play-off: 13 punktów[36]
  - Drugie miejsce w klasyfikacji +/− w fazie play-off: +9[37]
- Hokejowa Liga Mistrzów (2017/2018):
  - Pierwsze miejsce w klasyfikacji asystentów: 11 asyst[38]
  - Drugie miejsce w klasyfikacji kanadyjskiej: 15 punktów[39]
- Svenska hockeyligan (2017/2018):
  - Pierwsze miejsce w klasyfikacji asystentów w sezonie zasadniczym: 40 asyst[40]
  - Drugie miejsce w klasyfikacji kanadyjskiej w sezonie zasadniczym: 55 punktów[41]
- Hokejowa Liga Mistrzów (2018/2019):
  - Pierwsze miejsce w klasyfikacji asystentów: 17 asyst[42]
  - Pierwsze miejsce w klasyfikacji kanadyjskiej: 22 punkty[43]
- Svenska hockeyligan (2018/2019):
  - Pierwsze miejsce w klasyfikacji asystentów w sezonie zasadniczym: 38 asyst[44]
  - Pierwsze miejsce w klasyfikacji kanadyjskiej w sezonie zasadniczym: 50 punktów (Skyttetrofén)[45]
  - Czwarte miejsce w klasyfikacji strzelców w fazie play-off: 6 goli[46]
  - Piąte miejsce w klasyfikacji asystentów w fazie play-off: 13 asyst[47]
  - Szóste miejsce w klasyfikacji kanadyjskiej w fazie play-off: 19 punktów[48]
  - Stefan Liv Memorial Trophy[49]
  - Najlepszy napastnik sezonu
- Hokejowa Liga Mistrzów (2019/2020):
  - Ósme miejsce w klasyfikacji strzelców: 6 goli[50]
  - Pierwsze miejsce w klasyfikacji asystentów: 16 asyst[51]
  - Pierwsze miejsce w klasyfikacji kanadyjskiej: 22 punkty[52]
  - Najbardziej Wartościowy Zawodnik (MVP)[53]
- Svenska hockeyligan (2019/2020):
  - Trzecie miejsce w klasyfikacji asystentów w sezonie zasadniczym: 36 asyst[54]
  - Trzecie miejsce w klasyfikacji kanadyjskiej w sezonie zasadniczym: 48 punktów[55]
- Hokejowa Liga Mistrzów (2021/2022):
  - Pierwsze miejsce w klasyfikacji asystentów: 14 asyst[56]
  - Pierwsze miejsce w klasyfikacji kanadyjskiej: 18 punktów[56][57]